# 아스코나 재즈 페스티벌

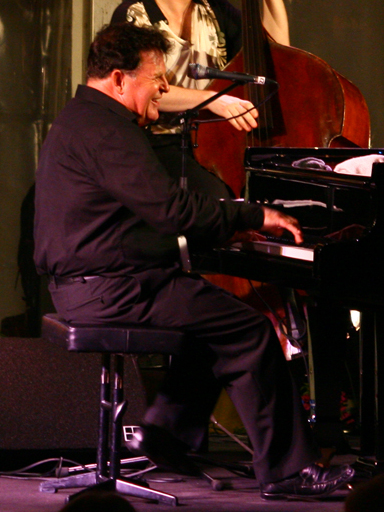
2007년 아스코나 재즈 페스티발

아스코나 재즈 페스티벌(Ascona Jazz Festival) 또는 재즈 아스코나(Jazz Ascona)는 스위스 아스코나에서 열리는 연례 재즈 축제이다. 10일간의 페스티벌은 6월 말부터 7월 초까지 스위스 마조레 호숫가에서 열리며 재즈, 특히 뉴올리언스 재즈의 역사적인 스타일에 전념한다.
니콜라스 길리에트의 지휘 하에 재즈 아스코나는 200회 이상의 콘서트, 300명의 음악가, 가스펠 합창단, 잼 세션, 전시회, 컨퍼런스 및 영화와 같은 이벤트를 제공한다.

## 아스코나 재즈 어워드
2006년에 설립된 아스코나 재즈 어워즈는 전년도 또는 경력 기간 동안 자신을 돋보이게 한 재즈 세계의 개인에게 수여된다. 이 상은 재즈 아스코나 축제 기간 동안 매년 수여되며, 아스코나 시에서 지원한다.
- 2006 Pepe Lienhard, 빅 밴드 감독, 스위스; Lillian Boutté, 가수이자 뉴올리언스 뮤직 월드 앰배서더(특별상)
- 2007 Red Holloway, 색소폰 연주자, 미국, 신부 Jerome Ledoux (특별상)
- 2008 Donald Harrison, 색소폰 연주자이자 마디 그라 인디언 빅 치프
- 2009 Rossano Sportiello, 피아니스트, 이탈리아[2]
- 2010 Shannon Powell 과 Herlin Riley, 드러머, 미국
- 2011 Lionel Batiste, 가수, Grand Marshal 및 베이스 드러머, 미국, Paul Kuhn, 가수, 피아니스트, 독일
- 2012 Irma Thomas, 가수, 미국
- 2013 Gerald French, 드러머, 미국
- 2014 Stephen Perry, 사장 겸 CEO, 미국 뉴올리언스 방문자 및 컨벤션 뷰로
- 2015 Irvin Mayfield, 트럼펫 연주자, 작곡가, 밴드 리더, 미국
- 2016 Davell Crawford, 가수, 피아니스트, 밴드 리더, 미국
- 2017 Jon Cleary, 피아니스트, 멀티 악기 연주자, 보컬리스트 겸 작곡가, 미국

## 같이 보기
- 몽트뢰 재즈 페스티벌